# 贝尔蒙 (杜省)
贝尔蒙（法語：Belmont，法語發音：[bɛlmɔ̃] ⓘ）是法国杜省的一个市镇，属于蓬塔利耶区。

## 地理
贝尔蒙（47°13'15"N, 6°21'59"E）面积4.72 平方千米，位于法国勃艮第-弗朗什-孔泰大區杜省，该省份为法国东部内陆省份，北起上索恩省，西接汝拉省，东部及东南部与瑞士接壤，东北部与贝尔福地区省接壤。
与贝尔蒙接壤的市镇（或旧市镇、城区）包括：奥尔桑、韦尔塞勒-维勒迪约勒康、绍莱帕萨旺。
贝尔蒙的时区为UTC+01:00、UTC+02:00（夏令时）。

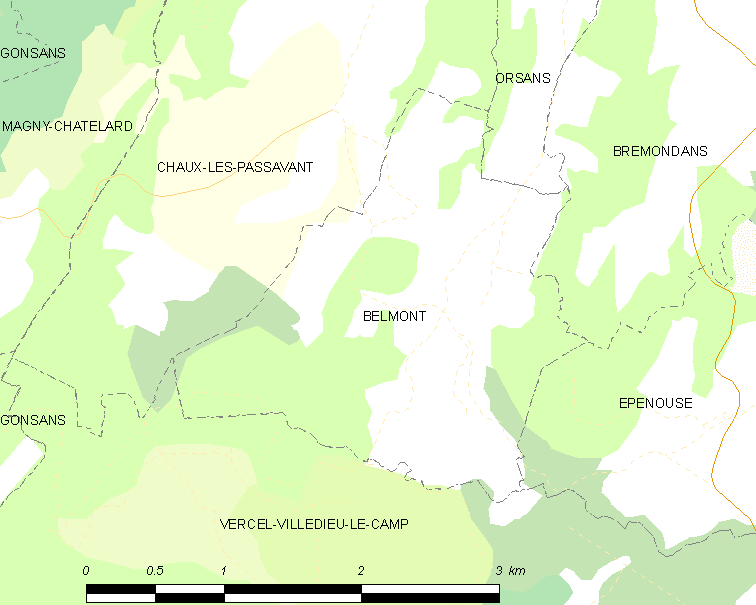
贝尔蒙的OSM定位图

## 行政
贝尔蒙的邮政编码为25530，INSEE市镇编码为25052。

## 政治
贝尔蒙所属的省级选区为瓦尔达翁县。

## 人口

1962-2008年间贝尔蒙人口变化图示

贝尔蒙于2022年1月1日时的人口数量为75人。